# Cecenowo
Cecenowo (deutsch Zezenow, kaschubisch Cecenowò
, slowinzisch Cẻcenɵvɵ) ist ein Dorf in der polnischen Woiwodschaft Pommern. Es ist dem Verwaltungsbezirk Landgemeinde Główczyce (Glowitz) im Powiat Słupski (Stolper Kreis) angegliedert.

## Geographische Lage

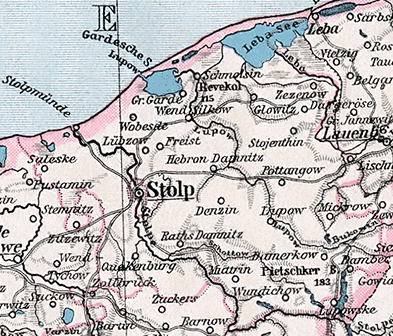
Zezenow südlich des Lebasees an der Ostsee und nordwestlich der Stadt Lauenburg auf einer Landkarte von 1905.

Das Dorf liegt in Hinterpommern am nördlichen Übergang über die Leba, etwa 13 Kilometer südlich der Stadt Leba und 17 Kilometer nordwestlich der Stadt Lauenburg in Pommern.

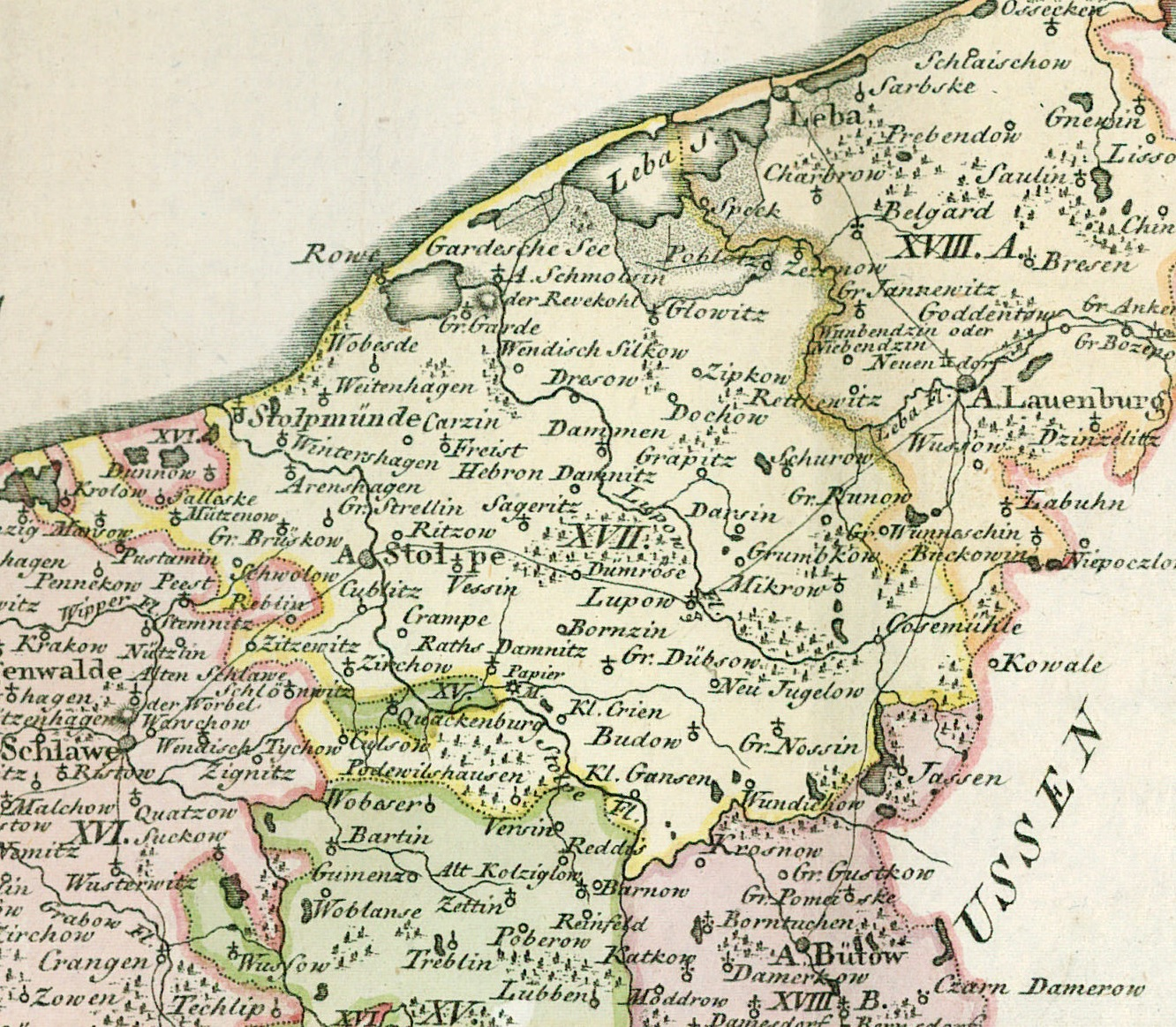
Zezenow, südlich des Lebasees, ostnordöstlich der Stadt Stolp (früher Stolpe geschrieben), nordwestlich von Lauenburg i. Pom. und südlich der Stadt Leba, auf einer Landkarte von 1794

Zezenow, nordwestlich von Lauenburg in Pommern und südlich der Stadt Leba, auf einer Landkarte von 1910

Im Nordosten grenzt das Dorf an das Naturreservat Las Górkowski („Gohrener Wald“), das sich zwischen den Orten Górka (Gohren) und Cecenowo erstreckt und von der Leba durchflossen wird. Es verdankt seine Entstehung seiner Lage im Leba-Urstromtal.

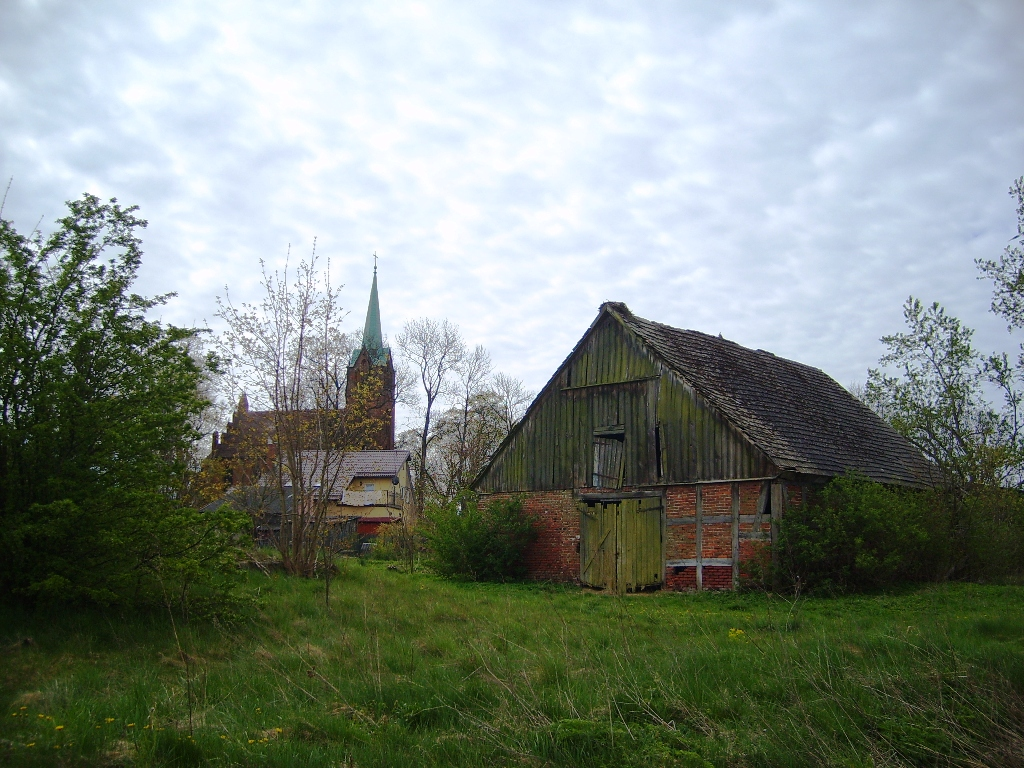
Dorfansicht

## Geschichte
Als frühere Namensformen sind überliefert: Cezanovo (1229), Cecznonowo (1249), Ceczenow (1400) und Zetzenow (1779).
Der historischen Dorfform nach war Zezenow ein Winkelzeilendorf. Der Ortsname erscheint erstmals 1249 und 1252 in Urkunden, in denen Herzog Swantopolk von Pommerellen dem Kloster in Zuckau (heute polnisch: Żukowo) an der Radaune (Radunia) den Besitz des Dorfes bestätigte.
Im Jahre 1310 brachten die Markgrafen von Brandenburg Zezenow dem Kloster Suckow bei Schlawe als Geschenk dar. Das Kloster belehnte 1333 Anton von Manteuffel mit dem Besitz. Manteuffel sollte die Besiedlung nach deutschem Recht (Schweriner Stadtrecht) veranlassen. Das Kloster verkaufte das Dorf zweihundert Jahre später an Ewald von Massow, fürstlichen Hofmarschall und Hauptmann zu Lauenburg. Zezenow wurde Massowsches Lehen. Prominenteste Eigentümer waren Kaspar Otto von Massow (1665–1736), Staatsminister und Oberpräsident von Pommern, und Joachim Ewald von Massow (1696–1769), geheimer Staats- und dirigierender Minister in Schlesien. Dessen Sohn Carl von Massow verkaufte 1777 Zezenow zusammen mit Dargeröse an Moritz Heinrich von Weiher.
Um 1784 hatte Zezenow ein Vorwerk, eine Schäferei, einen Prediger, einen Küster, fünfzehn Bauern, drei Kossäten, eine Schmiede und mehrere Büdnerstellen auf der Feldmark – bei insgesamt 34 Haushaltungen. Neben dem Kirchspiel Glowitz galt das Kirchspiel Zezenow damals als Hauptwohngebiet der Kaschuben. In deren Sprache wurde sonntags auch gepredigt. 1842 lebten in Zezenow noch Kaschuben neben 493 Bewohnern deutscher Sprache.
Im Jahre 1796 kam Zezenow und auch Dargeröse (Dargoleza) als Heiratsgut in den Besitz der Familie von Zitzewitz. Als Kaspar Wilhelm von Zitzewitz 1829 starb, gingen die Güter 1834 auf Heinrich von Zitzewitz über. Nach dem Tode seines Vaters zog Wilhelm von Zitzewitz (1838–1925) zu seiner Mutter nach Zezenow. Er war der Begründer des Familienfideikommisses Zitzewitz (Sycewice) – Gatz (Gać) – Nitzlin (Nosalin) und Herr auf Zezenow, Prebendow (Przebędowo), Dargeröse (Dargoleza), Klein Machmin (Machowinko), Schönwalde (Dębina) und anderer Güter außerhalb des Stolper Kreises. Der Volksmund nannte ihn auch „Kaschubenkönig“. 1909 wurde er in den Grafenstand erhoben. 1918 überließ ebendieser Wilhelm Graf von Zitzewitz Zezenow, Dargeröse und Prebendow seinem zweiten Sohn Wilhelm Siegfried von Zitzewitz. Der zog nach dem Tode seines Vaters 1925 nach Zezenow und blieb dort bis zum Einmarsch der Roten Armee 1945.
Am 1. April 1927 hatte das Gut Zezenow eine Flächengröße von 1156 Hektar, und am 16. Juni 1925 hatte der Gutsbezirk 252 Einwohner. Am 30. September 1928 wurde der Gutsbezirk Zezenow in die Landgemeinde Zezenow eingegliedert.
Anfang der 1930er Jahre hatte die Landgemeinde Zezenow eine Flächengröße von 16,6 km². Innerhalb der Gemeindegrenzen standen insgesamt 69 bewohnte Wohnhäuser an sechs verschiedenen Wohnorten:
1. Bottke
2. Fichtkaten
3. Kleinbahnhof Zezenow
4. Neu Zezenow
5. Siedlungen Zezenow
6. Zezenow

Um 1935 gab es in Zezenow einen Gasthof, einen Gemischtwarenladen, eine Gärtnerei, eine Branntweinbrennerei und eine Schmiede. Das Rittergut hatte 1938 eine Flächengröße von 1172 Hektar.

Schloss Zezenow
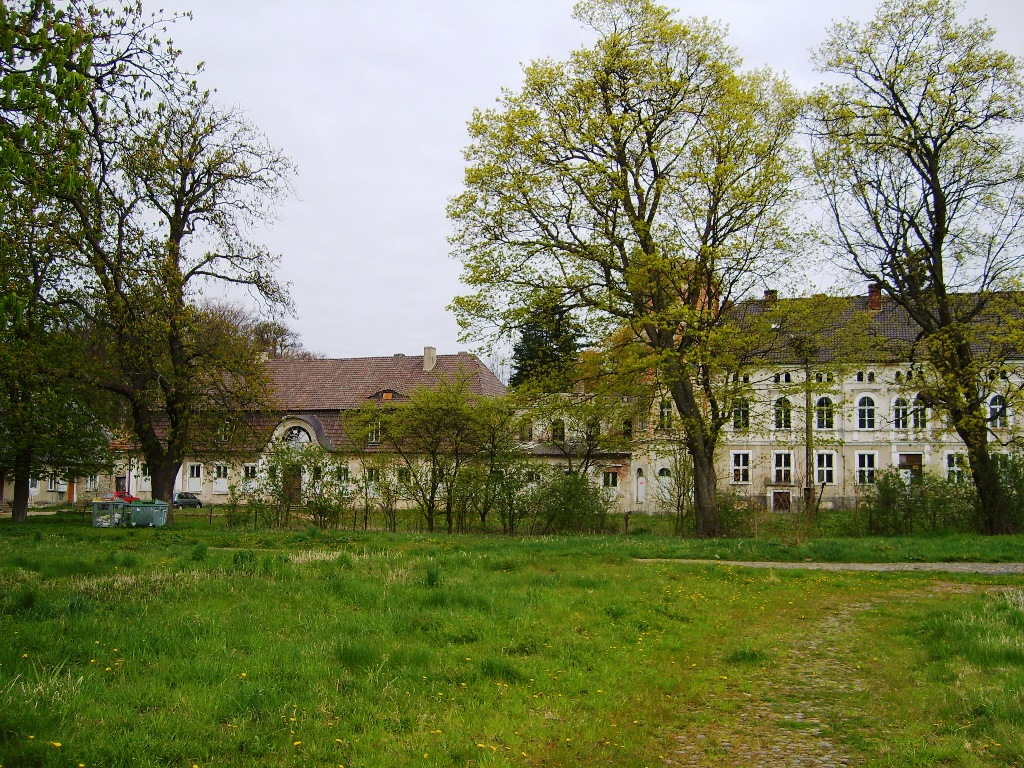
Schloss Zezenow im Jahr 2007
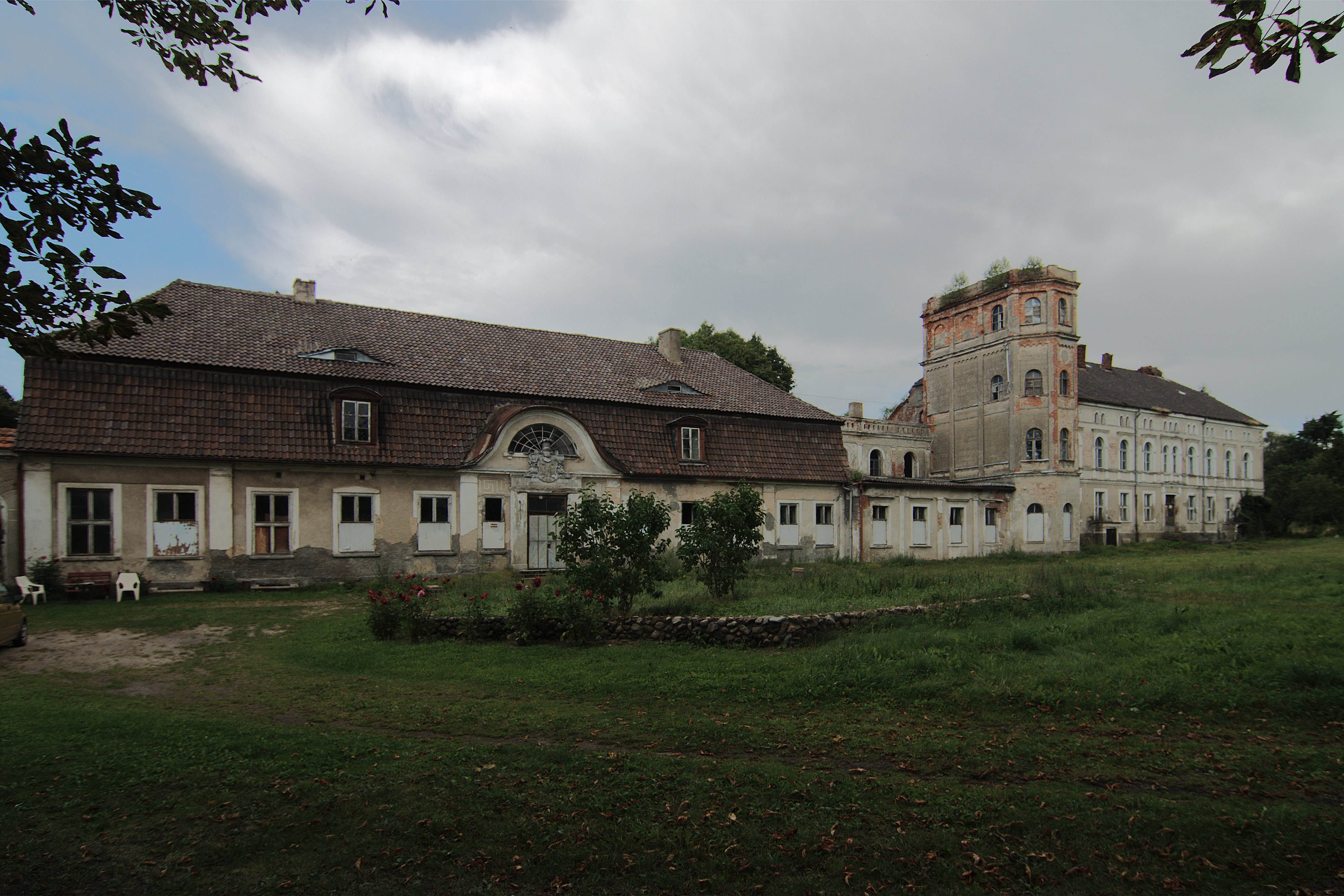
Schoss Zezenow im Jahr 2014
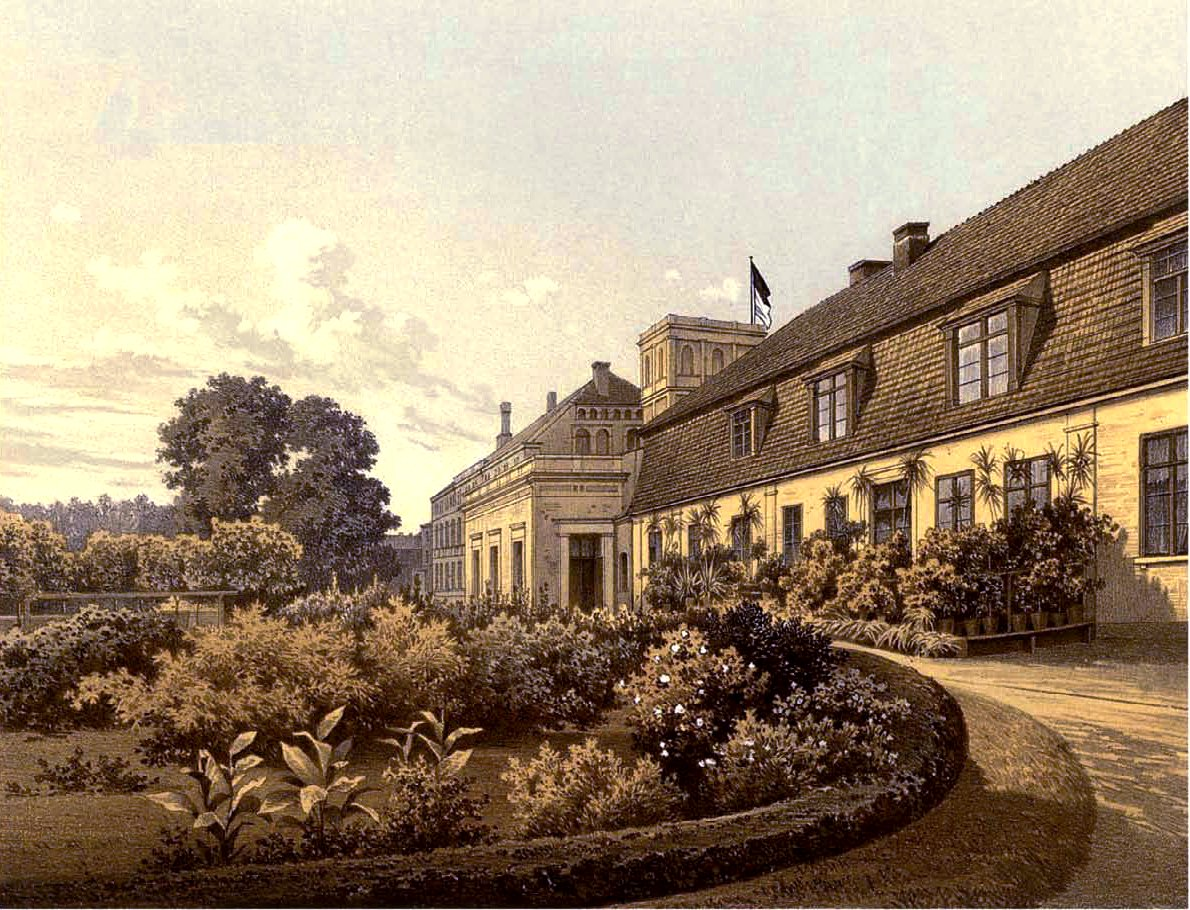
Schloss Zezenow um 1860 (Sammlung Alexander Duncker)

Bis 1945 bildete Zezenow eine Landgemeinde im Landkreis Stolp im Regierungsbezirk Köslin in der preußischen Provinz Pommern des Deutschen Reichs. Zezenow war Sitz des Amts- und Standesamtsbezirkes Zeznow, in den die Gemeinden Dargeröse, Poblotz und Wollin  eingegliedert waren. Zezenow gehörte zum Gendarmeriebezirk Dargeröse und zum Amtsgerichtsbereich Lauenburg in Pommern.
Gegen Ende des Zweiten Weltkriegs gab es bei der Besetzung des Dorfes am 9. März 1945 durch die Rote Armee stundenlange Kämpfe. Anschließend wurden 80 Volkssturmleute durch Genickschuss hingerichtet und später in einem Massengrab beigesetzt. Zahlreiche Gebäude wurden zerstört oder – wie die Kirche – beschädigt. Bald darauf wurde Hinterpommern zusammen mit Westpreußen und der südlichen Hälfte Ostpreußens von der Sowjetunion der Volksrepublik Polen zur Verwaltung überlassen. Im Mai 1945 erschien polnische Miliz, gefolgt von polnischen Zivilisten, von denen die einheimischen Dorfbewohner aus ihren Häusern und Gehöften gedrängt wurden. Zezenow wurde unter der polonisierten Ortsbezeichnung ‚Cecenowo‘ verwaltet. 1946 und 1947 wurden von der polnischen Administration Vertreibungstransporte für die einheimische Bevölkerung über die Oder durchgeführt.
Unter seinem polnischen Namen ist Zezenow heute ein Teil der Gmina Główczyce im Powiat Słupski in der Woiwodschaft Pommern (1975 bis 1998 Woiwodschaft Słupsk). Hier leben heute mehr als 400 Einwohner.

### Demographie
| Jahr | Einwohner | Anmerkungen                                |
| ---- | --------- | ------------------------------------------ |
| 1818 | 326       | [ 11 ]                                     |
| 1910 | 581       |                                            |
| 1925 | 595       | davon 592 Evangelische und drei Katholiken |
| 1933 | 545       | [ 12 ]                                     |
| 1939 | 553       | [ 12 ]                                     |

## Kirche

### Pfarrkirche

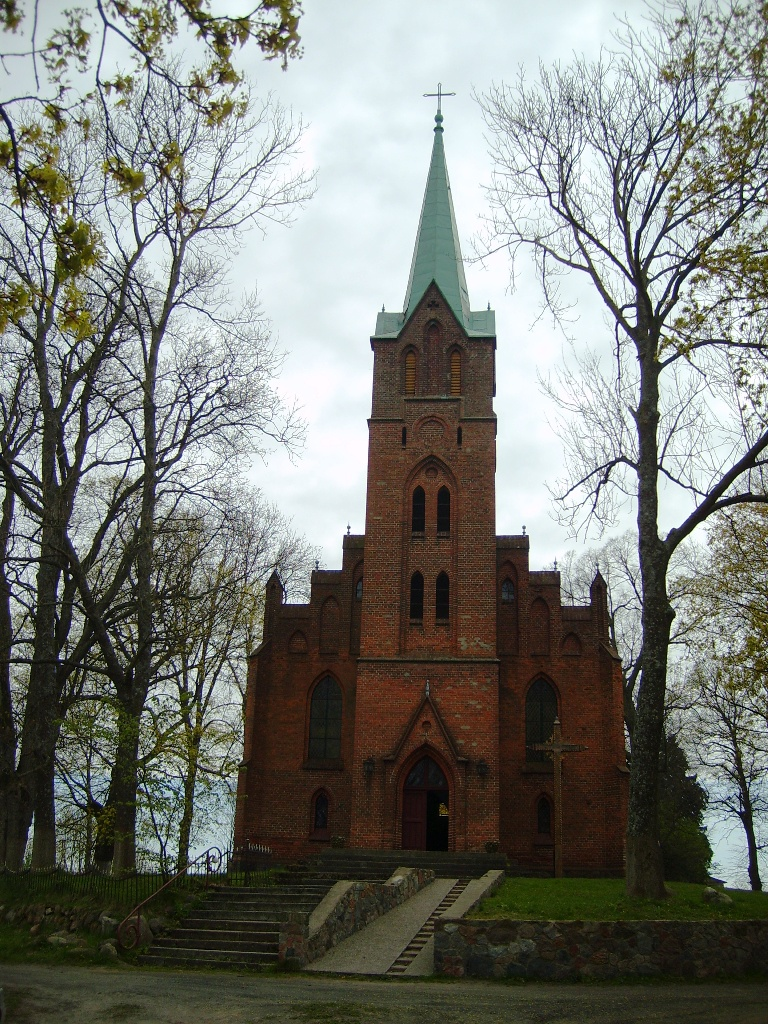
Dorfkirche, bis 1945 evangelische Mutterkirche (Aufnahme 2009)

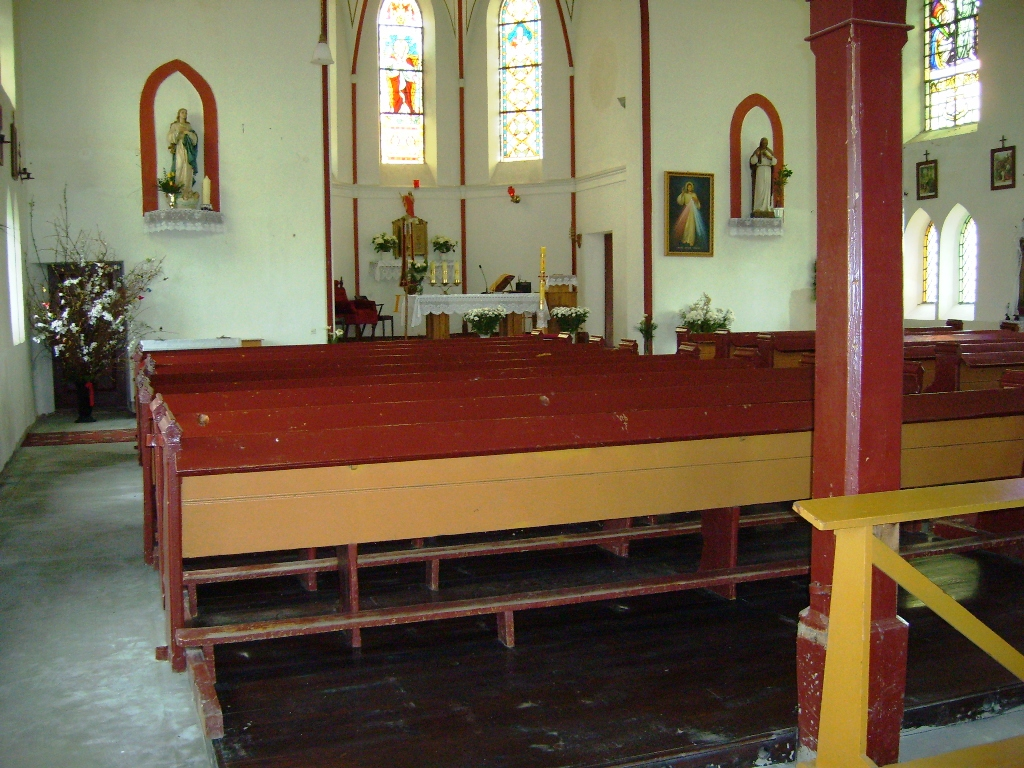
Innenraum der Kirche zu Zezenow (2009)

Eine Kirche wurde in Zezenow bereits 1590 erwähnt. Beim Abbruch der alten Fachwerkkirche fand man einen Balken mit einer Jahreszahl aus dem 12. Jahrhundert. In den Jahren 1865 bis 1868 wurde die heutige Kirche neu errichtet. Es handelt sich um einen Backsteinbau in neugotischem Stil, an den Seiten übereinander zwei Reihen spitzbogiger Fenster. Während das Kirchendach mit Ziegelsteinen gedeckt ist, hat der 36 Meter hohe Westturm ein Dach aus Zinkblechen.
Die Kirche hat zahlreiche wertvolle Ausstattungsgegenstände, u. a. die Orgel aus dem Jahre 1870, die ein Werk des Stettiner Orgelbaumeisters Barnim Grüneberg (1808–1907) ist.
Nach 1945 wurde das evangelische Gotteshaus von der polnischen Administration zugunsten der Römisch-katholischen Kirche in Polen zwangsenteignet und vom polnischen katholischen Klerus ‚neu geweiht‘.

### Kirchspiel/Pfarrei bis 1945
Seit der Reformation war Zezenow – bei überwiegend evangelischer Bevölkerung – ein evangelisches Kirchspiel, Anlässlich einer Kirchenvisitation im Jahre 1590 wurde das Nachbardorf Poblotz (heute polnisch: Pobłocie), das bisher zum Kirchspiel Glowitz (Główczyce) gehört hatte, eingepfarrt. 1710 wurde Zezenow als das kleinste Kirchspiel im kaschubischen Bereich bezeichnet.
Ein Blitz schlug 1735 in die Pfarrscheune ein, die mit dem Pfarrgehöft und der Kirche sowie acht weiteren Bauernhöfen niederbrannte. 1923 wurde das bisher zu Stojentin gehörige Wollin  nach Zezenow eingegliedert. Im Jahre 1940 zählte das Kirchspiel insgesamt 1782 Gemeindeglieder und gehörte zum Kirchenkreis Stolp-Altstadt im Ostsprengel der Kirchenprovinz Pommern der Kirche der Altpreußischen Union. Das Kirchenpatronat hatte der jeweilige Gutsherr, zuletzt Wilhelm Siegfried von Zitzewitz inne. Der Bestand an Kirchenbüchern reichte bis 1745 zurück.
Zeznow war früher mit Glowitz ein Hauptsitz der Kaschuben, was auch an die Tätigkeit der Geistlichen Ansprüche stellte, aber auch für Probleme sorgte. So wehrten sich die kaschubischen Bewohner vehement gegen den Amtsantritt von Pfarrer Schimansky, der aber dennoch hier tätig wurde. Pfarrer Lorek hat eine sachverständige Arbeit über die Kaschuben geschrieben und das Volk charakterisiert. Großen Einsatz für die Kaschuben zeitigte dann auch Pfarrer Ziegler, der verständliche und gern gehörte Predigten in Kaschubisch hielt und diese – auch als Hilfestellung für nicht so sprachgewandte Nachbarpfarrer – veröffentlichte. In Zezenow hatte man sie im Pfarrarchiv noch bis 1945 aufbewahrt. Noch 1842 hielt Pfarrer Ziegler hier alle 14 Tage kaschubischen Gottesdienst. Die Zahl der kaschubisch sprechenden Bevölkerung sank jedoch mehr und mehr. So fand im Jahre 1876 der letzte kaschubische Gottesdienst hier statt.
Das katholische Kirchspiel war in Stolp.

### Polnisches Kirchspiel seit 1945
Die seit 1945 und Vertreibung der einheimischen Dorfbewohner anwesende polnische Einwohnerschaft ist überwiegend katholisch.  Der Ort ist Pfarrsitz mit den Nachbardörfern Pobłocie und Wolinia; die Pfarrei ist in das Dekanat Łeba (Leba) im Bistum Pelplin der Katholischen Kirche in Polen eingebunden.
Für hier lebende evangelische Polen ist Główczyce (Glowitz) das nächstgelegene Kirchdorf, das Filialort der Kreuzkirchengemeinde in Stolp in der Diözese Pommern-Großpolen der Evangelisch-Augsburgischen Kirche in Polen ist.

## Schule
Bereits 1705 wird für Zezenow als Lehrer ein Paul Sylvester genannt, der als Weber 1667 in das Amt berufen worden war. Bis 1750 ist für Zezenow eine Winterschule überliefert. Damals gab es hier 80 Schulkinder. Nach einem Brand im Jahre 1846 bekam der Ort ein neues Schulgebäude, das noch bis 1945 bestand. 1932 war die Schule dreistufig: 97 Schulkinder wurden von zwei Lehrern in drei Klassen unterrichtet.

## Gutshaus
Das alte Wohnhaus des Rittergutes, eingeschossig und mit behäbigem Mansarddach abgeschlossen, wurde in den Jahren 1812 bis 1814 von Kaspar Wilhelm von Zitzewitz errichtet. 1858 und noch einmal 1868 erhielt es unter Wilhelm von Zitzewitz neue Anbauten. Es handelte sich um ein dreiteiliges Schloss mit wuchtigem Turm, der weithin bis über die Leba sichtbar war.

## Sage
Im Jahr 1779 berichtete der Stolper Lokalhistoriker Christian Wilhelm Haken (1723–1791) über die Kaschuben in Zezenow folgendes:

„Die Cassuben stecken noch tief im Aberglauben. Diesen üben sie aus bey Heilung ihrer und ihres Viehes Krankheiten, und um sich fruchtbar zu machen, durch die vorgegebene Kunst, hexen zu können. Vor nicht gar vielen Jahren wollte kein Mensch mehr durch das Dorf Zetzenow fahren, denn er lief Gefahr, daß ihm ein Pferd oder Ochse umfiel, wenigstens lahm ward. Der verstorbene rechtschaffene Pastor Beyer kam endlich dahinter, und entdeckte ein Kraut bey ihnen, das so giftig war, daß wenn das Vieh nur daran roch, noch mehr aber wenn es davon fraß, so war die Hexerey in wenigen Minuten fertig; als es aber weggeschafft war, hörte sie auf.“

Pfarrer Georg Beyer war in Zezenow über den Zeitraum 1728–1744 hinweg im Amt.

## Persönlichkeiten

### Söhne und Töchter des Ortes
- Ernst von Zitzewitz (1873–1945), Landeshauptmann des Provinzialverbands Pommern von 1925 bis 1934
- Christoph Hinz (1928–1991), Magdeburger Propst

### Persönlichkeiten, die im Ort gewirkt haben
- Wilhelm von Zitzewitz (1838–1925), preußischer Politiker, war seit 1865 Gutsherr auf Zezenow und verstarb hier am 20. November 1925. Er wurde 1909 durch Kaiser Wilhelm II. in den Grafenstand erhoben.

## Verkehr
Die von Stolp  über Główczyce nach Wicko (Vietzig) und weiter bis Celbowo (Celbau) im Powiat Pucki (Putzig) führende Woiwodschaftsstraße 213 verläuft mitten durch den Ort.
Die nächste Bahnstation ist Wrzeście (Freest) an der Staatsbahnstrecke 229 von Lębork nach Łeba. Zwischen 1902 und 1933 war das damalige Zezenow Endpunkt einer Kleinbahnstrecke der Stolper Bahnen von Stolp über Dargeröse (Dargoleza) nach hier in den Nordosten des Landkreises Stolp. 1935 wurde der bis dahin nur stillgelegte Streckenabschnitt Dargeröse–Zezenow ganz geschlossen, der übrige Streckenteil dann 1945.